# زاويتان متكاملتان

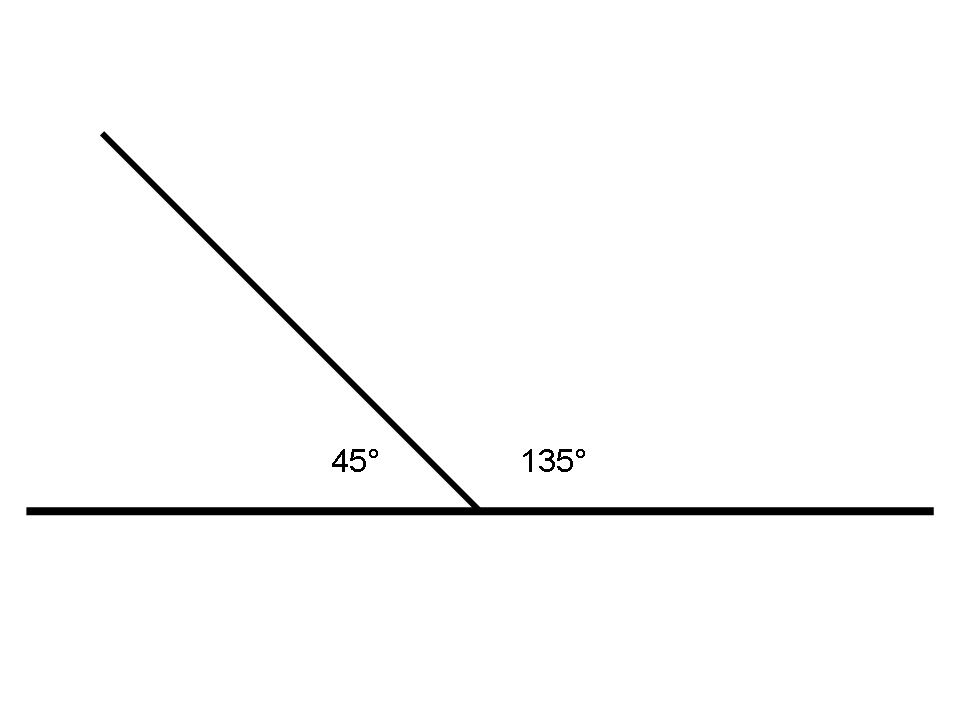
زاويتان متكاملتان.

زاويتان متكاملتان هما زاويتان يشكلان معا نصف دائرة أي أنّ مجموع قياساتهما 180 درجة.
إذا كانت الزاويتان المتكاملتان متجاورتين (تشتركان بأحد أضلاعهما) فيشكل الضلعان غير المشتركين خطا مستقيما.